# Lois Delander
Lois Eleanor Delander (14 de febrero de 1911 – 23 de enero de 1985) fue Miss América en 1927

## Biografía
Delander, originaria de Joliet, Illinois y estudiante de secundaria de 16 años, ganó la corona de Miss América en el vigésimo aniversario de boda de sus padres. Tras el concurso de 1927, el certamen no volvería a celebrarse hasta 1933.
Fue una de las modelos más famosas que aparecieron en los calendarios artísticos de Gerlach Barklow Co. Un pastel de Lois Delander con un bañador blanco fue la obra más famosa de la artista Adelaide Hiebel.

## Vida personal
Se casó con Ralph Lang, corredor de bolsa, y vivió en Evanston, Illinois, con sus tres hijas, Diana, Linda y Marsha. Murió cerca de Chicago en 1985.